# Канаева, Лариса Александровна
Лариса Александровна Канаева (род. 5 марта 1987, Брянск) — российская спортсменка, чемпионка и призёр чемпионатов России по вольной борьбе, бронзовый призёр чемпионата Европы 2008 года, бронзовый призёр Кубка мира 2007 года в командном зачёте, мастер спорта России международного класса. Член сборной команды страны в 2006-2008 годах. В 2012 году ушла из большого спорта. Выступала за клуб «Локомотив» (Брянск). Живёт в Брянске.

## Спортивные результаты
- Чемпионат России по женской борьбе 2007 года — ;
- Чемпионат России по женской борьбе 2008 года — ;